# تاما-كو
تاما-كو (باليابانية: 多摩区) هو حي في اليابان، يقع في كاواساكي، كاناغاوا، بلغ عدد سكانه 217,023 نسمة وذلك حسب إحصائيات سنة 2018، تبلغ مساحته 20.50 كيلومتر مربع.

## التقسيمات الإدارية
- Suge  [لغات أخرى]‏
- Inada-Zutsumi  [لغات أخرى]‏
- Suge-Sengoku  [لغات أخرى]‏
- Suge-Shiroshita  [لغات أخرى]‏
- Nakanoshima  [لغات أخرى]‏
- Noborito [الإنجليزية]‏
- Shukugawara  [لغات أخرى]‏
- Seki  [لغات أخرى]‏
- Nagao  [لغات أخرى]‏
- Izumi  [لغات أخرى]‏.